# Salvatore Fausto Flaccovio
Salvatore Fausto Flaccovio (Palermo, 20 maggio 1915 – Palermo, 28 settembre 1989) è stato un editore italiano.

## Biografia
Salvatore Fausto Flaccovio nasce a Palermo il 20 maggio 1915. All'età di sedici anni comincia a lavorare come fattorino presso la cartoleria De Magistris, diretta da Vincenzo Bellotti. Quest'ultimo, resosi ben presto conto del talento nascente di Flaccovio, dopo qualche anno si fa promotore della sua assunzione come banconista alla libreria Ciuni. Qualche anno più tardi, nel 1938, forte dell'esperienza maturata, Flaccovio apre una propria libreria in via Ruggero Settimo n. 37. L'anno successivo fonda la casa editrice Flaccovio Editore.
Nel corso della sua attività di libraio ed editore anima uno dei salotti letterari più importanti di Palermo, con la partecipazione di scrittori ed intellettuali del calibro di Giuseppe Tomasi di Lampedusa, Antonino Buttitta, Michele Perriera, Gaetano Testa, Roberto Di Marco e cura le attività di una galleria d'arte, cui con il tempo arriva a dedicare un'ala della sua libreria. Contestualmente, Flaccovio si dedica alla produzione di riviste e periodici di natura non solo culturale, ma anche politica, come le riviste Chiarezza e Politecnico. La sua attività di libraio si amplia e alla libreria di via Ruggero Settimo si aggiungono nel tempo quella sita a Piazza Vittorio Emanuele Orlando e la Libreria Dante di via Maqueda.
Dal suo matrimonio con Alessandra Bellotti nascono quattro figli, due dei quali, Francesco e Sergio Flaccovio, hanno proseguito l'attività paterna sino al 2013.
Salvatore Fausto Flaccovio muore il 28 settembre 1989.

## Salvatore Fausto Flaccovio nelle parole degli intellettuali
(Bruno Caruso )
(Vincenzo Consolo )
(Antonino Buttitta )
(Michele Perriera )